# Petra Marie Cammin
Petra Marie Cammin (* 1958) ist eine deutsche Schauspielerin.

## Karriere
Petra Marie Cammin bekam eine externe Ausbildung am Berliner Ensemble mit Dozenten der Hochschule Ernst Busch in Berlin. 1992 spielte sie im Pericles die Thaisa in einer Inszenierung von Peter Palitzsch. 1996 war sie als Sandra in 	Herr Puntila und sein Knecht Matti unter Einar Schleef zu sehen.  1993 spielte sie ihre erste Filmrolle in Adamski. Seither wirkte sie in zahlreichen Filmen mit wie unter anderem in Shame on you, Otto – Der Katastrofenfilm und Die Quittung. Sie spielt in folgenden TV-Serien mit: Praxis Bülowbogen, Kurklinik Rosenau, Die Cleveren, Ich lass mich scheiden, Der Seerosenteich, Balko, Anja & Anton, Beutolomäus sucht den Weihnachtsmann, Unser Charly und Das Haus Anubis.

## Filmografie
- 1983: Mathilde Möhring (Fernsehfilm)
- 1989: Großer Frieden (Theateraufzeichnung)
- 1991: Letzte Liebe (Fernsehfilm)
- 1993: Adamski
- 1993: Shame On You
- 1995: Kurklinik Rosenau – Dick liebt dünn
- 1996: Friedemann Brix – Eine Schwäche für Mord
- 1996: Praxis Bülowbogen – Grippewelle
- 1997: Tatort – Mordgeschäfte
- 2000: Otto – Der Katastrofenfilm
- 2000: Caroline
- 2001: Edel & Starck
- 2001: Im Namen des Gesetzes – Verhängnisvolle Affäre
- 2002: Balko
- 2002: Der Seerosenteich
- 2002: Die Quittung
- 2002: Forsthaus Falkenau – Verdacht
- 2002: Klaras Schatz
- 2002: Lauter tolle Frauen – Aus lauter Liebe zu Dir
- 2003: Küstenwache
- 2003: Liebe Chinesisch
- 2004: Beutolomäus
- 2004: Der Dicke
- 2004: Kometen
- 2004: Soko Köln
- 2004: Urlaub vom Leben
- 2005: Anja und Anton
- 2005: Schloss Einstein
- 2007: Effi Briest
- 2008: Unser Charly
- 2009: Alles für Lila
- 2009: Eine Frage des Vertrauens
- 2009–2012: Das Haus Anubis
- 2010: Groupies bleiben nicht zum Frühstück (Kurzauftritt)
- 2015: Bridge of Spies – Der Unterhändler (Bridge of Spies, Kurzauftritt)
- 2017: Betrugsfälle
- 2018: Babylon Berlin
- 2020: Sløborn
- 2023: Wochenendrebellen
- 2024: Praxis mit Meerblick – Die Kämpferin

## Theater
- 1992: Pericles
- 1996: Herr Puntila und sein Knecht Matti
- 1998: Der Ozeanflug
- 1999: Die Brechtakte
- 2000: Die Verfolgung und Ermordung
- 2004: Dreigroschenoper
- 2006: Caroline
- 2008: Hölderlin – Eine Expedition